# Neustadt (Braunschweig)

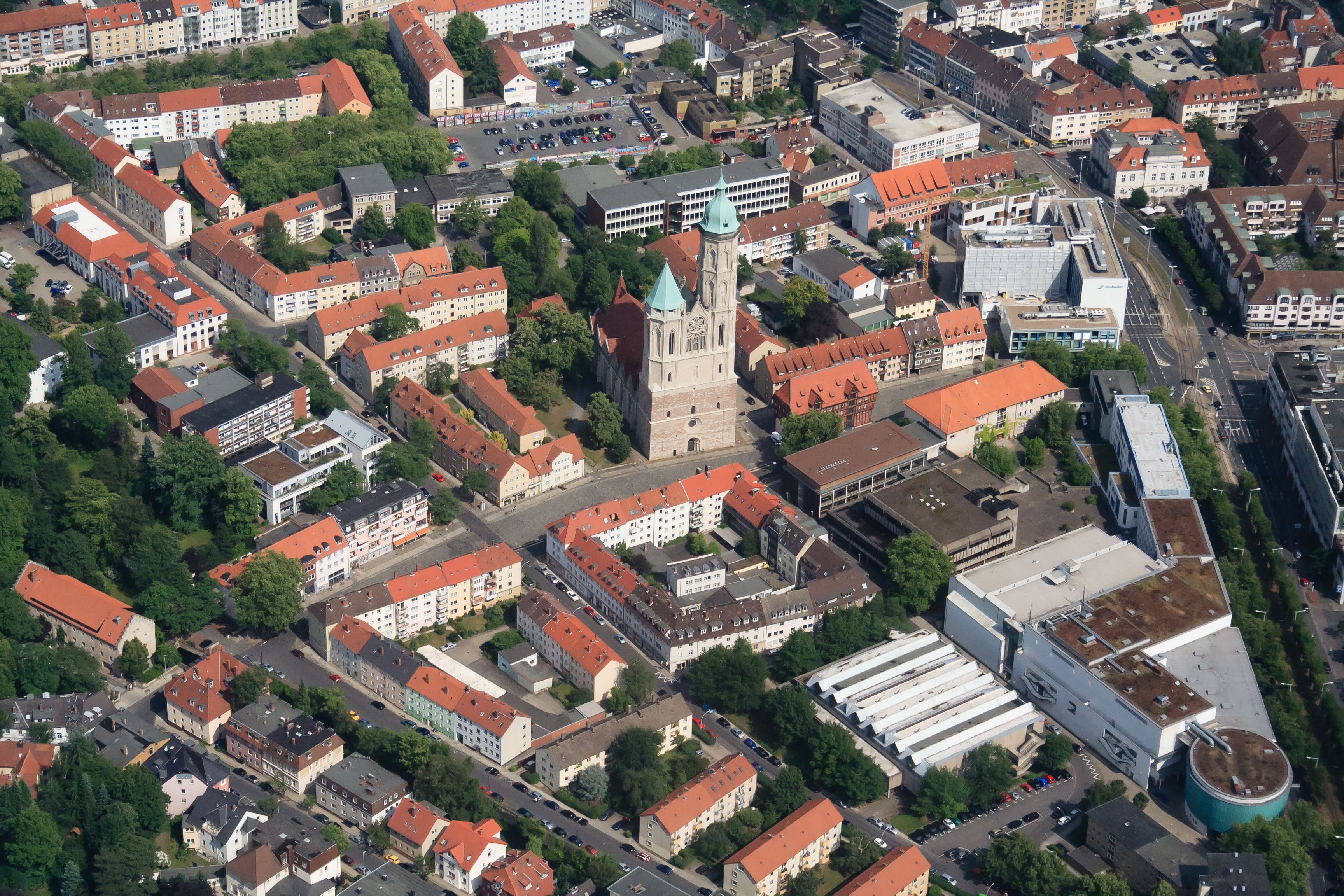
Luftaufnahme des Weichbildes Neustadt von 2011 aus Westen. Zu erkennen sind: Andreaskirche (im Zentrum), davor quer verlaufend der Wollmarkt. An dessen rechtem Ende die Alte Waage und davor zwischen ihr und der Kirche die Einmündung in die Kröppelstraße. Am linken Bildrand unten die Neustadtmühle, am rechten Bildrand verläuft die Lange Straße bis hoch zum Neustadtrathaus. In der linken oberen Ecke ist die ein kleiner Teil der Wendenstraße sichtbar.

Das Weichbild Neustadt ist das nördlichste der fünf Weichbilde des mittelalterlichen Braunschweig. Es hatte seit spätestens 1257 eine eigene Ratsverfassung.

## Geschichte

### Entstehung

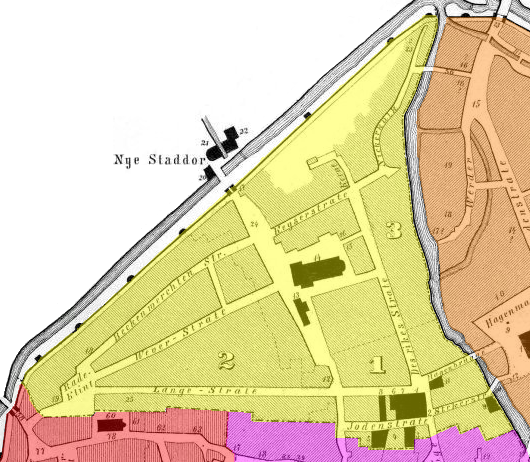
Die Neustadt um 1400 (gelb dargestellt)

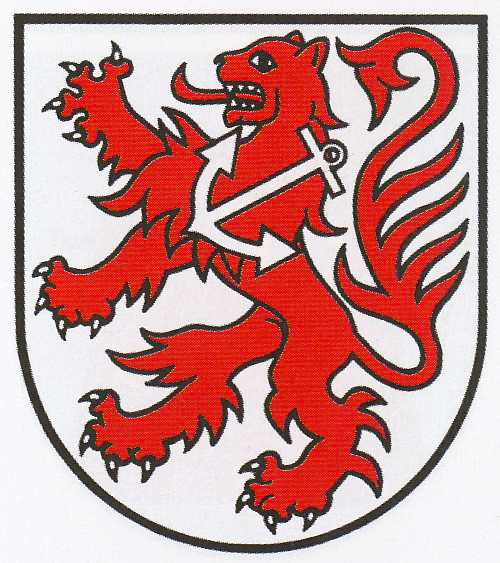
Wappen der Neustadt

Die Neustadt wurde planmäßig etwa ab dem Jahre 1200 angelegt, wobei strittig ist, ob Heinrich der Löwe noch bei der Planung dieser Teilstadt mitgewirkt hat. Erstmals erwähnt wurde die Neustadt im Jahr 1231 als nova civitas in Bruneswich. Die drei wichtigsten Straßen, die das neue Siedlungsgebiet zunächst prägten, waren die Lange-, die Weber- und die Beckenwerkerstraße, von denen die Lange Straße das Siedlungsgebiet mit dem Hagenmarkt verband, die beiden anderen aber gemeinsam in den neuen Wollmarkt mündeten. Die Beckenwerkerstraße setzte sich darüber hinaus bis zum Werderhafen fort, der sowohl der Neustadt als auch dem Weichbild Hagen dazu diente, die um und durch Braunschweig fließende Oker für Frachtkähne schiffbar zu machen. Anfänglich soll der eigentliche Markt der Neustadt wohl zwischen dem Neustadtrathaus und der Oker gelegen haben, wurde aber aufgrund zunehmender Bautätigkeit schließlich Richtung Wollmarkt verlegt.

### Bebauung und Bevölkerung

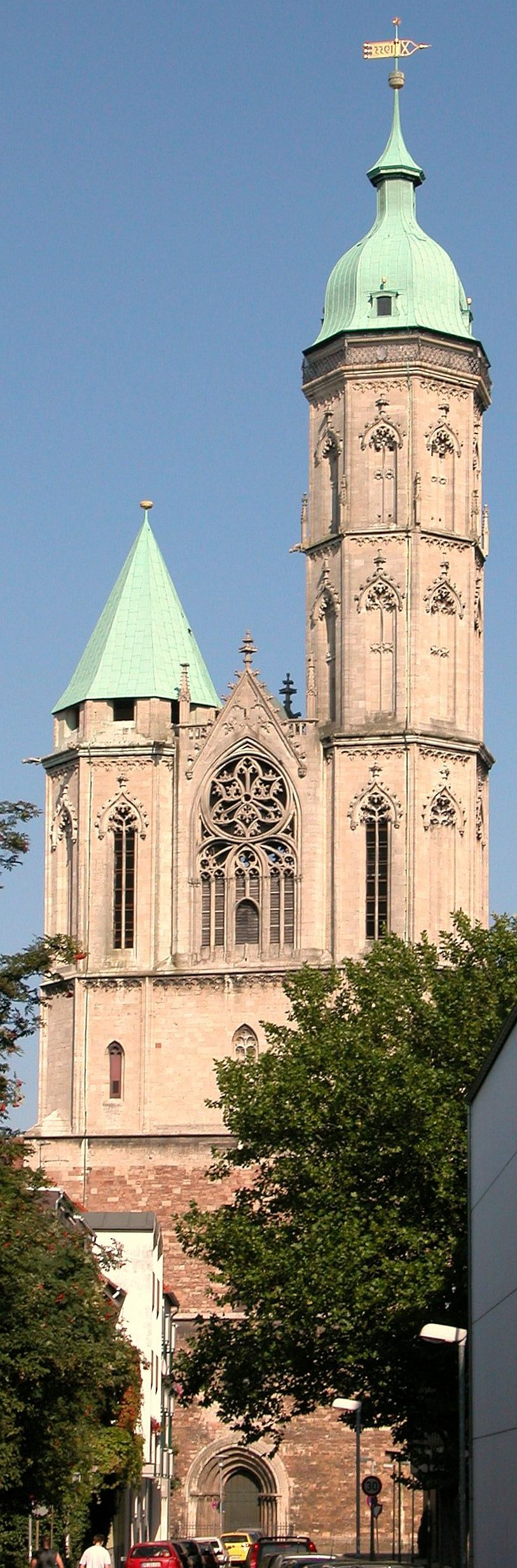
St. Andreas

Die Neustadt wird optisch von ihrer Pfarrkirche St. Andreas dominiert, die etwa ab 1225 am Wollmarkt entstand. Im Jahre 1401 wurde nur ein paar Meter südlich daneben eine Waage erwähnt und wahrscheinlich an deren Standort schließlich 1534 die „Alte Waage“ erbaut, eines der imposantesten Fachwerkgebäude der Stadt. Dieses Haus wurde am 10. Februar 1944 durch mehrere Bombentreffer sowie den Feuersturm vom 15. Oktober vollständig zerstört und seine Trümmer nach dem Kriege beseitigt. Von 1991 bis 1994 wurde es aber zum Teil unter Verwendung originaler Bestandteile sowie unter Zuhilfenahme der originalen Baupläne wieder aufgebaut. Wiederum nur wenige Meter von der Andreaskirche entfernt, diesmal aber im Osten, befindet sich die zwischen 1412 und 1422 errichtete Liberei, das einzige Gebäude der Backsteingotik in Braunschweig und das wahrscheinlich älteste freistehende Bibliotheksgebäude nördlich der Alpen.
Ursprünglich bestand die Bebauung rund um den Wollmarkt fast ausschließlich aus Fachwerkhäusern, die eng beieinander standen, es waren nur wenige Steinbauten vorhanden: neben der Liberei, das Achtermannsche Haus und das Neustadtrathaus. Da die Neustadt teilweise direkt an die Oker grenzte und noch heute von einigen ihrer Nebenarme durchzogen wird, gab es auch zwei Mühlen in diesem Stadtviertel, die seit 1328 belegt sind. Von ihnen existiert die steinerne Neustadtmühle am Neustadtmühlengraben noch heute.
Ebenfalls zur Neustadt gehörte das 1433 extra für diese Siedlung im Nordwesten erbaute Neustadttor, das zwischen dem älteren Petritor und dem Wendentor lag und das eine Brücke über die Oker sowie die Wallanlagen in ihrem Gebiet schützte. Es wurde 1569 erneuert und am 27. November 1693 für immer geschlossen, wobei die Brücke abgerissen wurde. Das Neustadttor wurde schließlich 1793 beseitigt.
Die Braunschweiger Neustadt, im Winkel zwischen Altstadt und Hagen, entwickelte sich seit ihrer Gründung im Beginn des 13. Jahrhunderts zu einem ausgesprochenen Industriestandort und einem der „vorderen Weichbilde“ Braunschweigs.
Hier wohnten auch einige Kaufleute aus dem Weichbild Altstadt. Doch bis ca. 1600 bestand die Bevölkerung hauptsächlich aus Handwerkern wie Wollwebern und Beckenwerkern, wie dies noch heute aus den Straßennamen Wollmarkt, Weberstraße, Beckenwerkerstraße und Kupfertwete ersichtlich ist. Aufgrund der Feuergefährlichkeit ihres Gewerbes waren die ohnehin nur in wenigen Städten vorhandenen Beckenwerker in Braunschweig ausschließlich auf diesen Stadtteil angewiesen.
Die fertigen Produkte, oft auch die benötigten Rohstoffe, waren Fernhandelsprodukte.
Den Fernhandel übernahmen großenteils „Utwendige“, also Unternehmer und Fernhandelskaufleute. Diese waren zudem die das Handwerk nicht selbst ausübenden Inhaber der Werkstätten, wo sie als Fabrikherren im Verlagssystem auf ihre Kosten arbeiten ließen. Sie waren zugleich Mitglieder der „ratsfähigen“ Gilden, welche zu den ältesten und vornehmsten in Braunschweig zählten.
Als Woll- und Tuch-Fernhändler, Lakenmacher sowie „Gewandschneider“ sind hier die Patrizier- und Ratsfamilien von Broitzem, Lutherdes (von Barberge), später auch Achtermann (Achtermannsches Haus) namhaft zu machen.
Bezüglich des Beckenwerker-Handwerks in der Braunschweiger Neustadt sind besonders die Unternehmer-Familien von Adenstede, von Peine, von Schepenstidde, von Strombeck namhaft zu machen. Besonders tritt hier die Familie van Twedorp und um 1400 in außerordentlichem Maße Fricke van Twedorp hervor.
In der Neustadt lebte auch Barward Tafelmaker, der Erbauer des Andreas-Kirchturms (1518) zum damals dritthöchsten Turm Europas und der Braunschweiger Wasserkünste (1530).

### Zerstörung im Zweiten Weltkrieg
Die Neustadt wurde durch die Luftangriffe des Zweiten Weltkrieges, insbesondere durch den Bombenangriff in der Nacht auf den 15. Oktober 1944, fast vollständig zerstört. Einige wenige Gebäude wurden bis in die 1990er Jahre wieder aufgebaut, darunter die Alte Waage, das Achtermannsche Haus, das Neustadtrathaus, die Neustadtmühle und die Liberei. Andere Wohnquartiere und Straßenzüge in der Neustadt wurden derart zerstört, dass sie heute völlig aus dem Stadtbild verschwunden sind, so die Straßen Nickelnkulk, Rehnstoben und Geiershagen mitsamt ihrer Bebauung.
Das Gebiet wurde nach den Maßstäben einer autogerechten Stadt und teilweise als modernes Wohngebiet mit Wohnblöcken im Grünen wiederaufgebaut. So erfolgte die Verbreiterung und Verlegung von Straßen und die Überplanung der alten Grundstücke.

## Wappen
Beschreibung: Im silbernen Schild ein roter aufrechter rotgezungter schwarzbewehrter Löwe, dem ein silberner Anker schräglinks aufliegt.

## Bilder aus der Neustadt

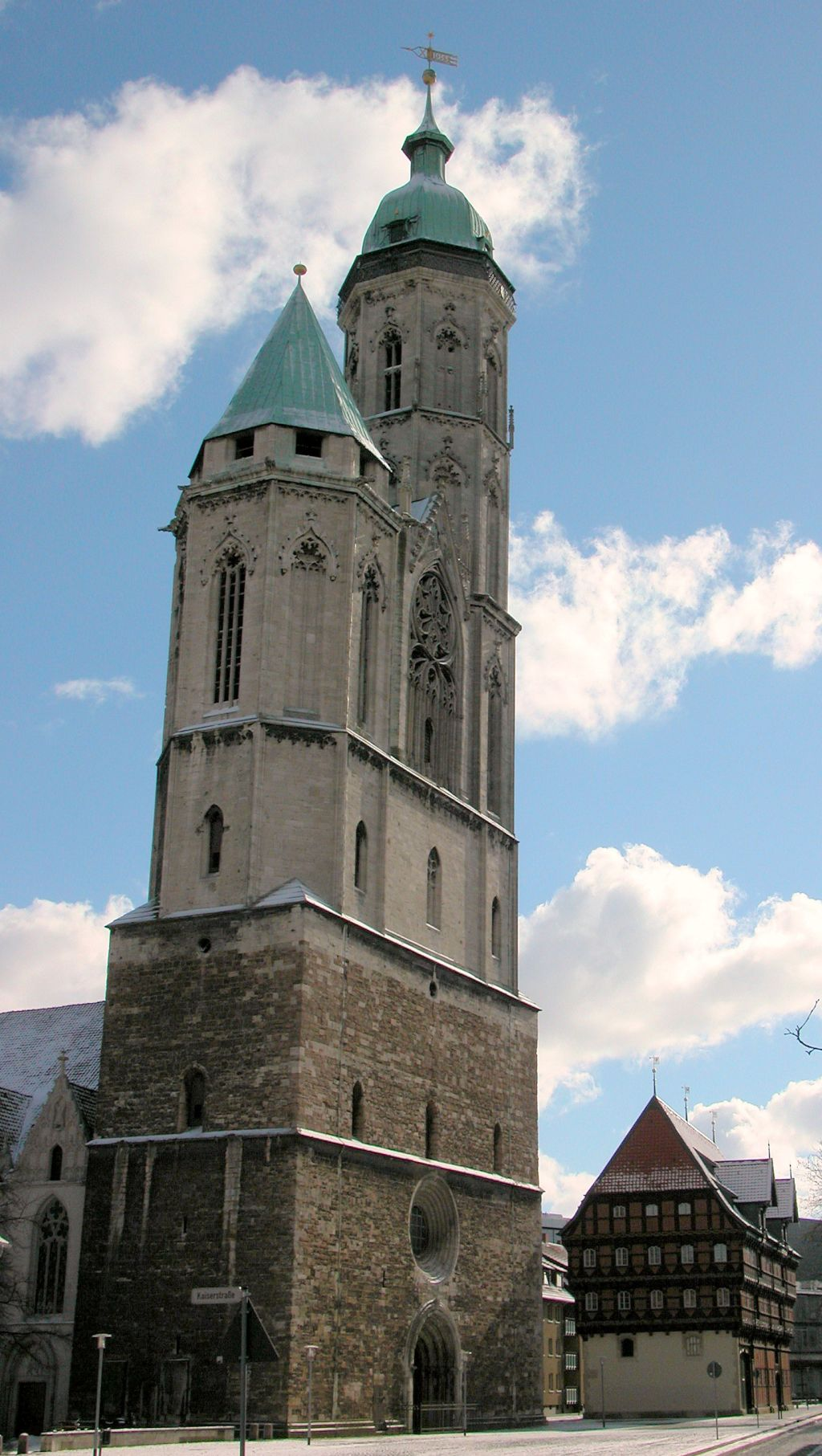
Andreaskirche mit Alter Waage
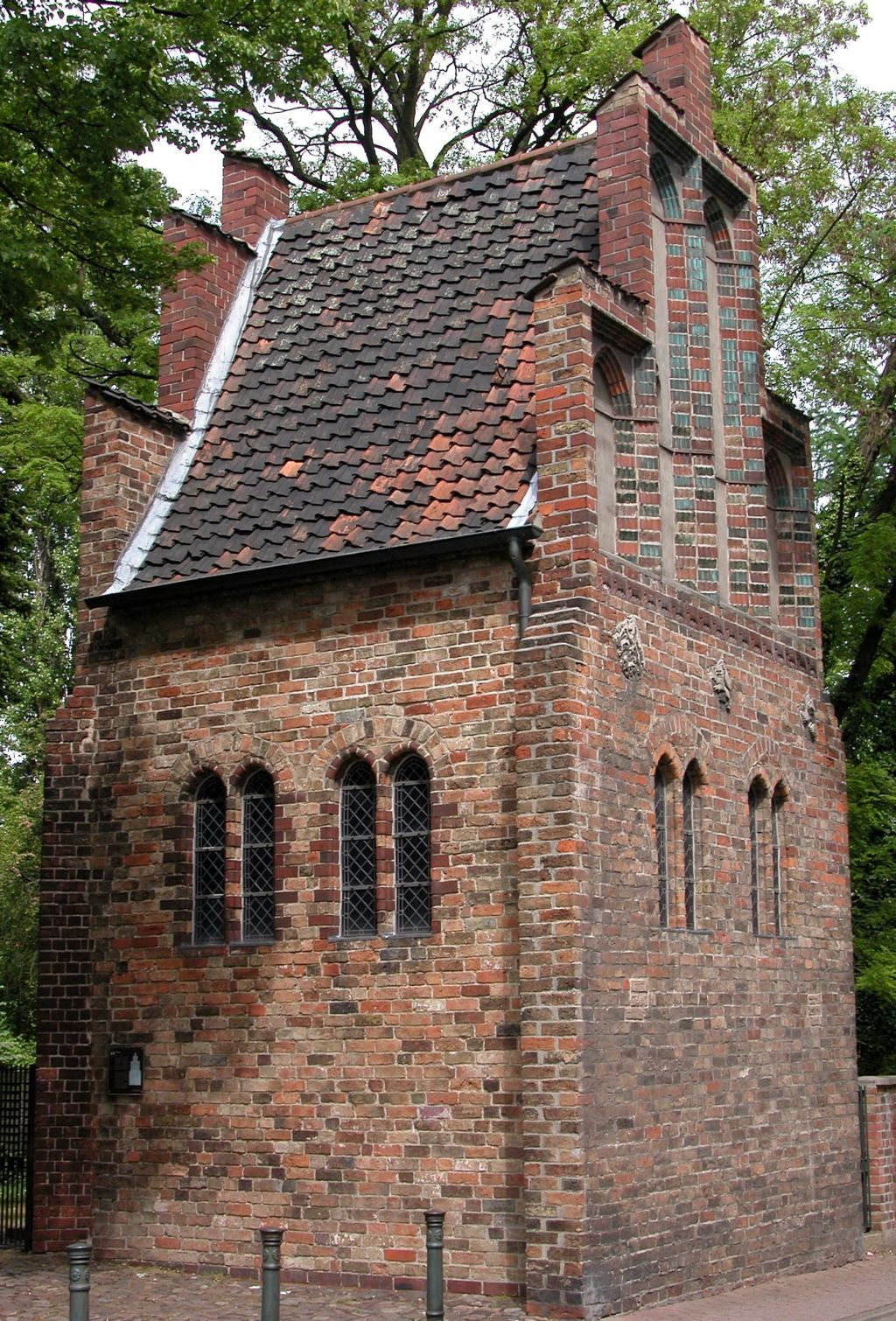
Liberei
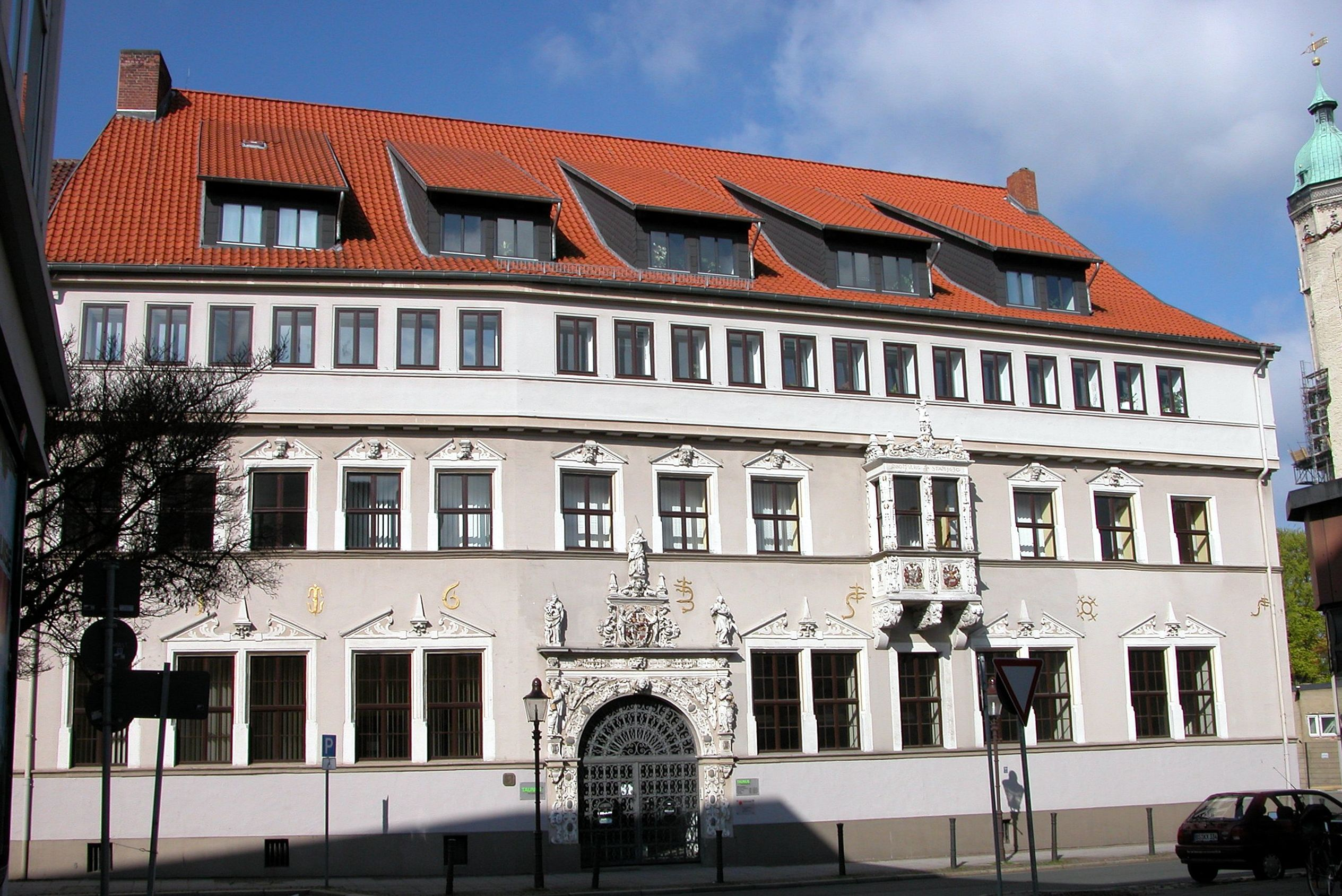
Achtermannsches Haus
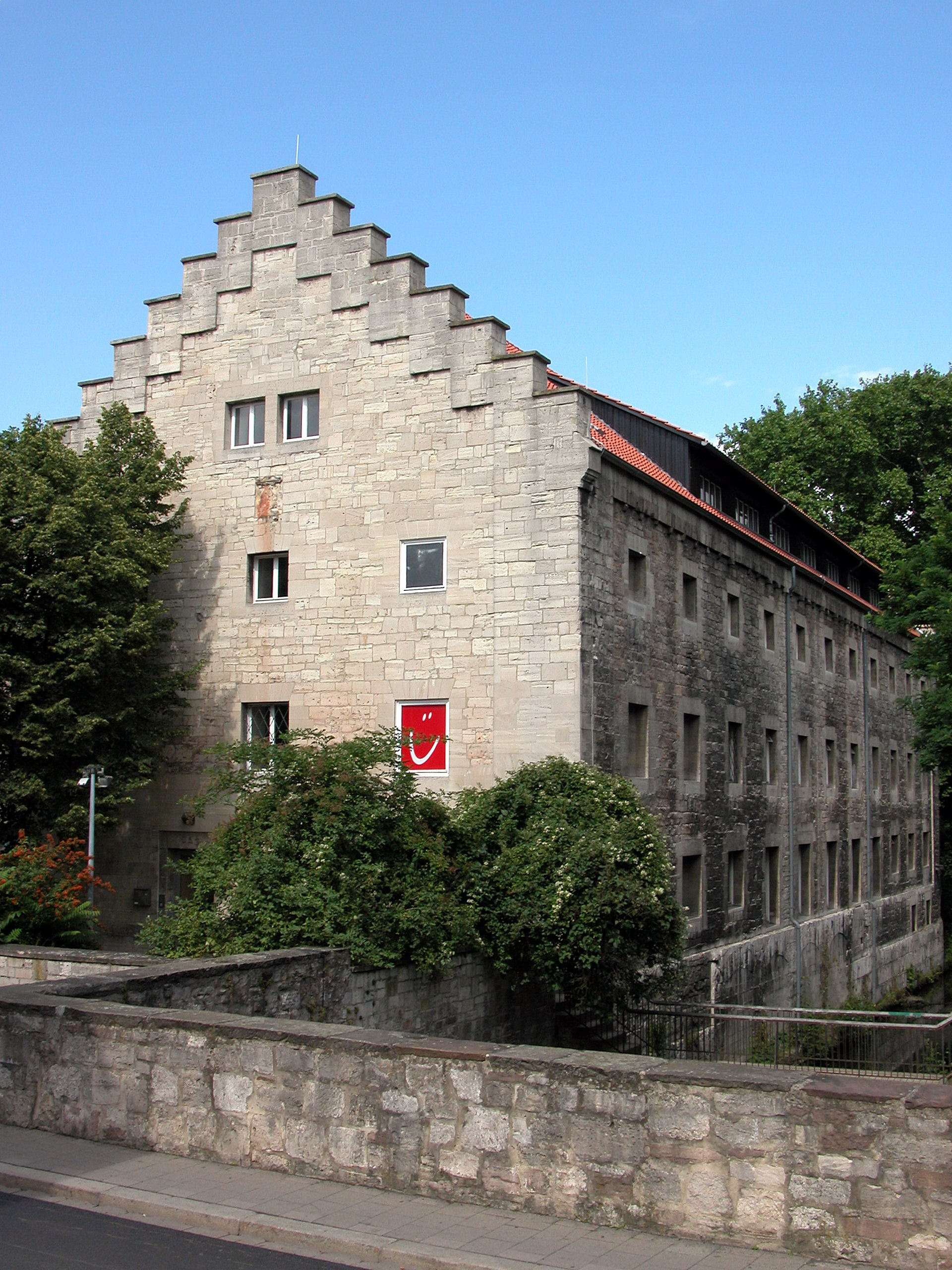
Neustadt-Mühle
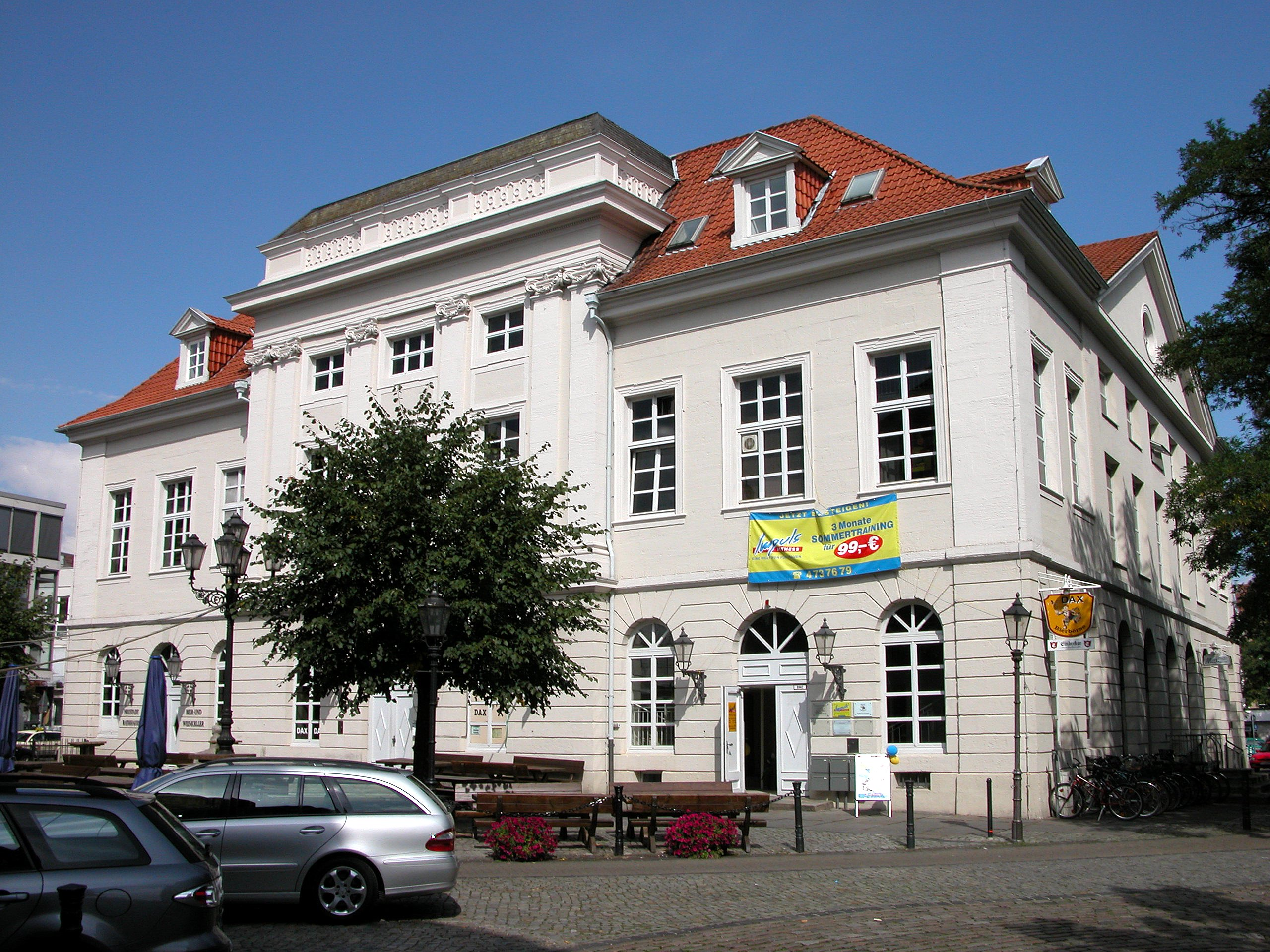
Neustadtrathaus
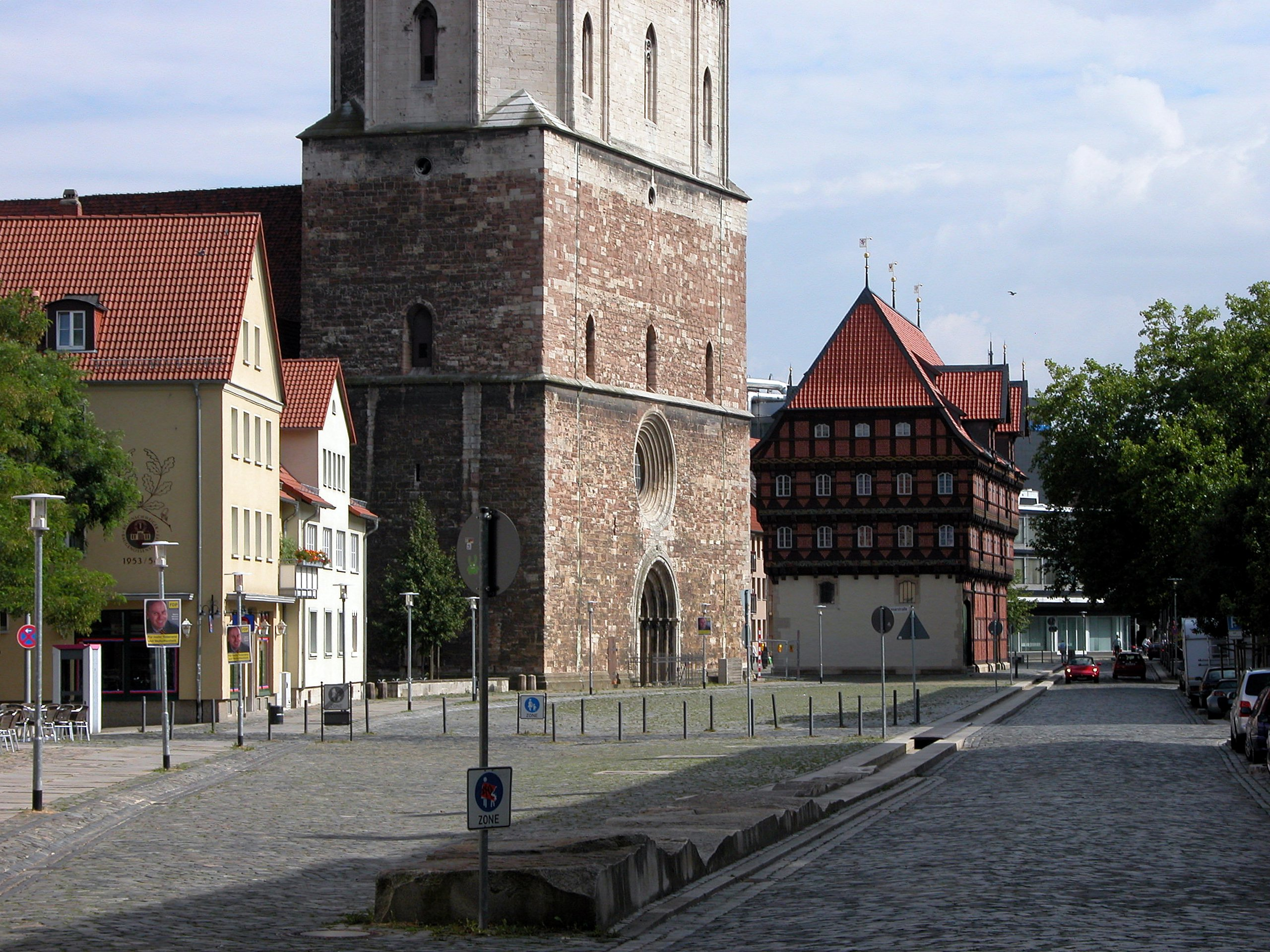
Wollmarkt mit Andreaskirche und Alter Waage
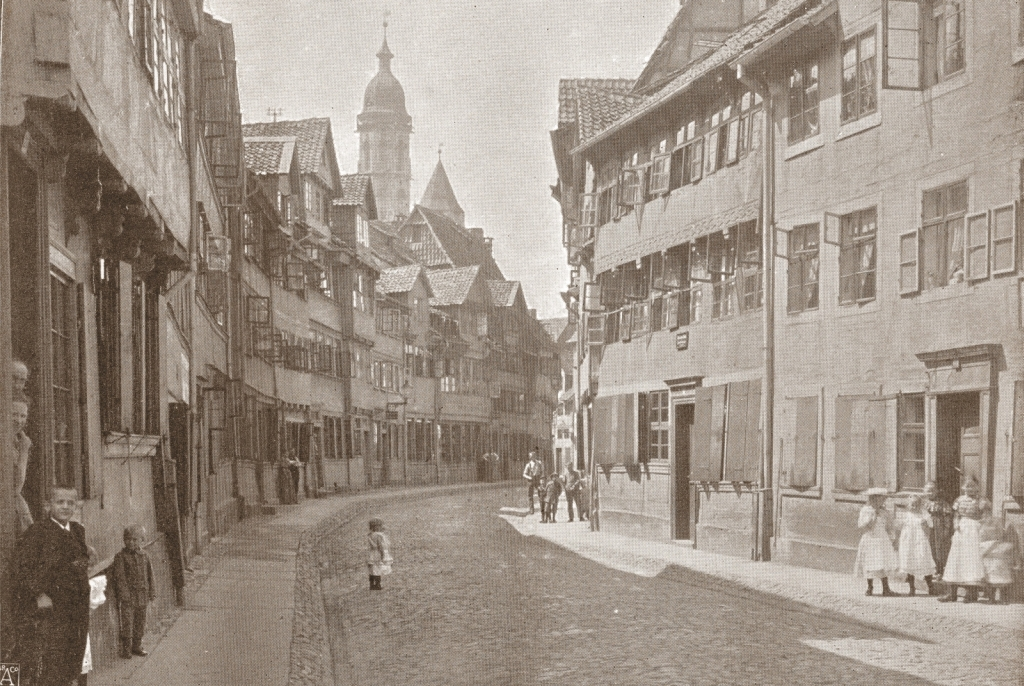
Nickelnkulk
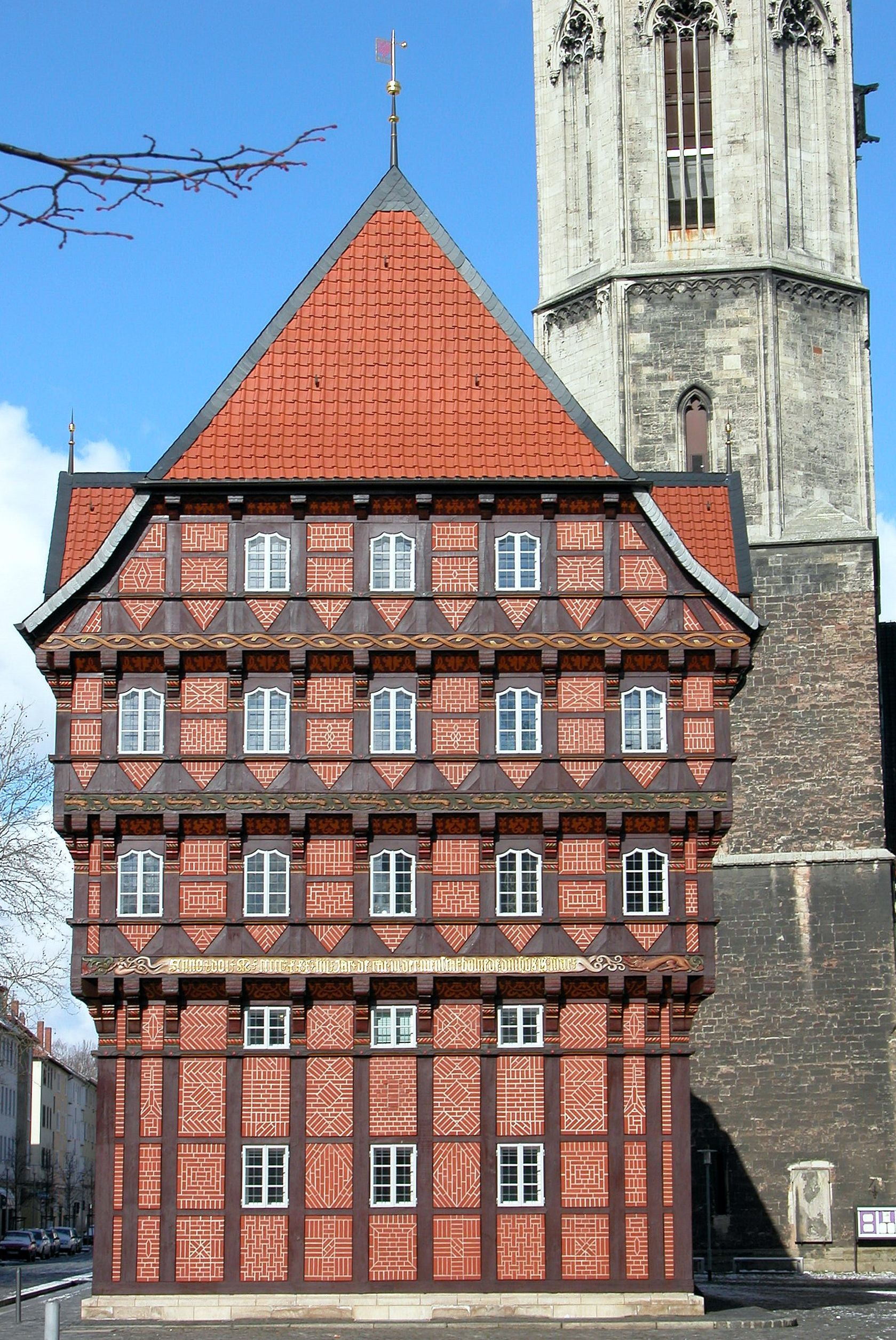
Alte Waage
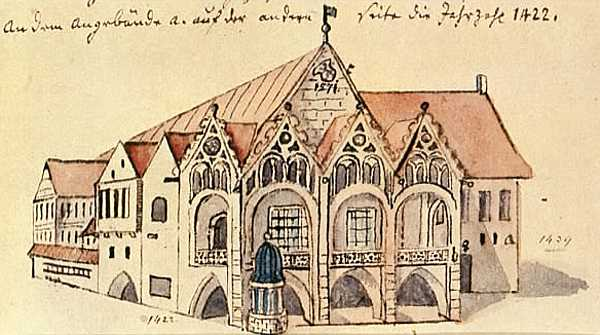
Das Neustadtrathaus im Mittelalter